# Verband Süddeutscher Fußball-Vereine

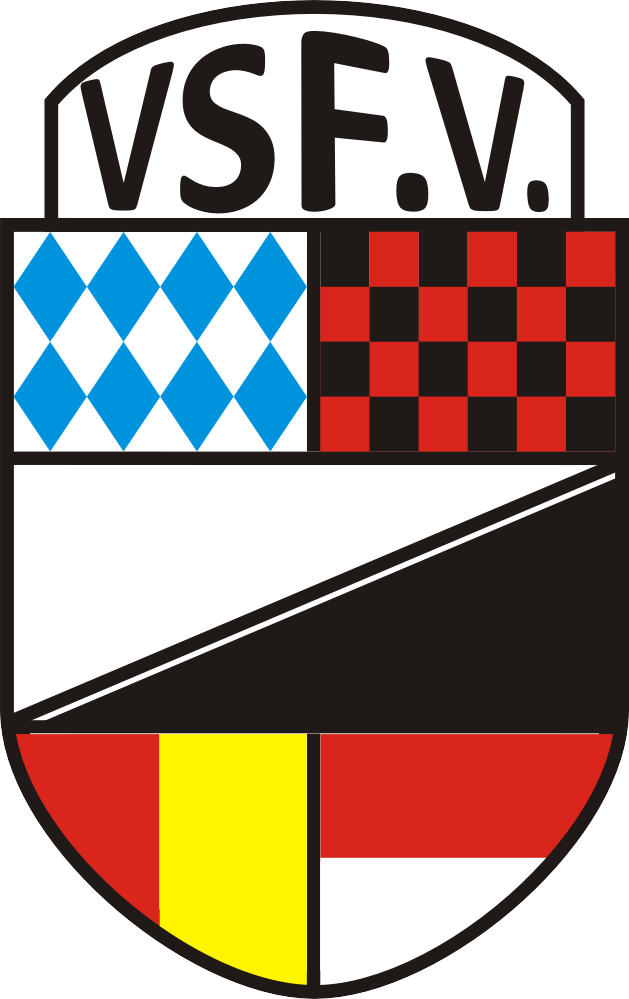
Logo des Verbandes Süddeutscher Fußball-Vereine bis 1914

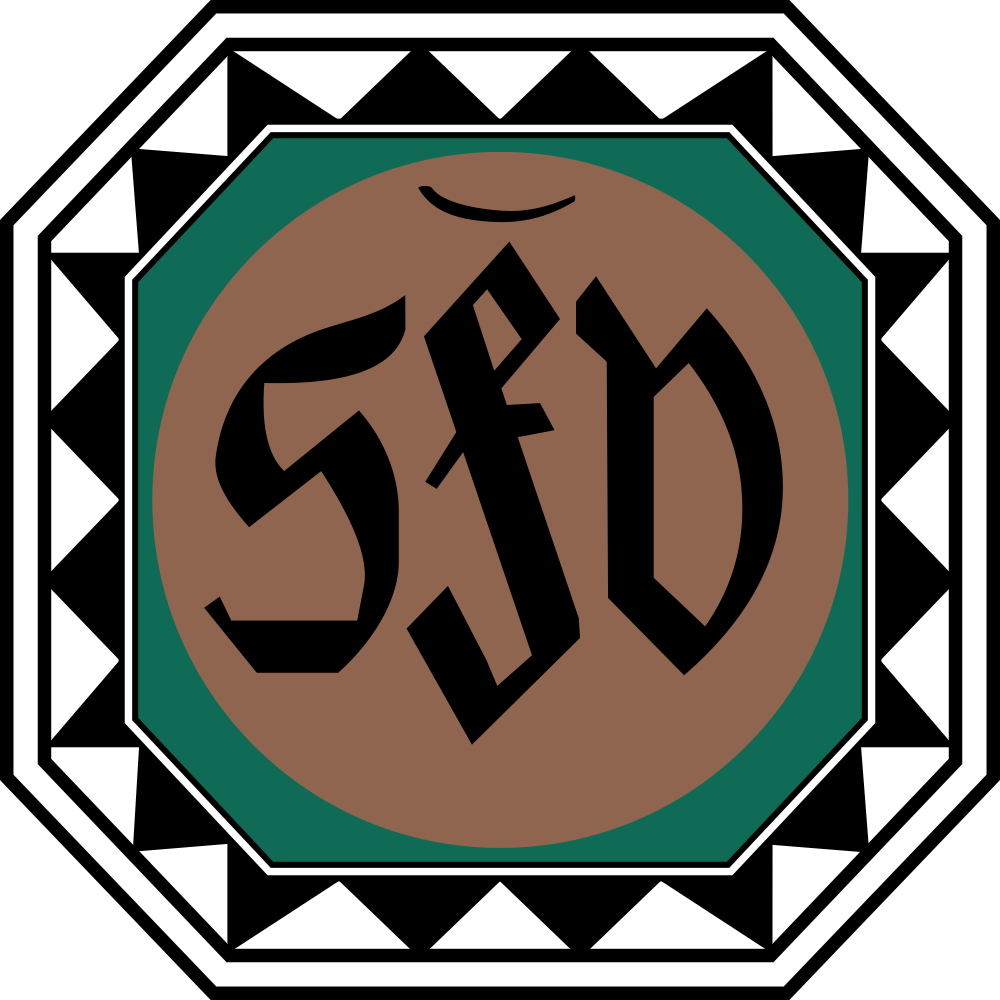
Logo des Süddeutschen Fußballverbandes von 1914 bis 1927

Der Verband Süddeutscher Fußball-Vereine (VSFV, eigene Schreibweise auch „süddeutscher...“, VsFV) wurde 1897 in Karlsruhe als regionaler Dachverband für Fußballvereine in Süddeutschland gegründet. Er war der erste regionale Fußballverband in Deutschland, der über längere Zeit Bestand hatte. 1914 nahm er seinen heutigen Namen Süddeutscher Fußball-Verband an, von 1927 bis zur vorübergehenden Auflösung 1933 hieß er Süddeutscher Fußball- und Leichtathletik-Verband.

## Geschichte
Die Gründungsversammlung des Verbands fand am 17. Oktober 1897 im Karlsruher Restaurant „Zum Landsknecht“ statt. Die acht Gründungsmitglieder waren:
- der Karlsruher Fußball-Verein, vertreten durch Richard Drach
- der Fußball-Klub Pforzheim, vertreten durch Emil Meid
- der FC Fidelitas Karlsruhe, vertreten durch E. Dietz[3]
- der Fußballklub Heilbronn, vertreten durch A. Meyer
- der FC Phönix Karlsruhe, vertreten durch Arthur Beier
- der Hanauer Fußball-Klub 1893, vertreten durch W. Guckemus
- die Mannheimer Fußballgesellschaft 1896, vertreten durch S. Seiler
- die Frankfurter FC Germania, vertreten durch Fritz Seidenfaden

Ein Vorsitzender wurde auf dieser Versammlung noch nicht gewählt, zunächst führte ein Ausschuss, angeführt zunächst von Richard Drach, dann von Fritz Seidenfaden, die Geschäfte kommissarisch. Auf dem ersten süddeutschen Fußballtag zu Ostern 1898 wurde der KFV-Vorsitzende Friedrich Wilhelm Nohe zum 1. Vorsitzenden gewählt, der dieses Amt bis 1907 innehatte. Zweiter Vorsitzender war Walther Bensemann, bis ihn der VsFV im November 1899 ausschloss. Anlass dafür waren gegensätzliche Standpunkte zu den „Ur-Länderspielen“ deutscher Auswahlteams, die Bensemann gegen den Willen des Verbandes organisiert hatte.
1900 nahm der VsFV an der Gründung des DFB teil. Im Sommer desselben Jahres war die Zahl seiner Mitgliedsvereine, nach diversen Bei- und Austritten, auf elf und im Oktober auf 13 gestiegen. Nur noch vier der ursprünglichen acht Gründungsclubs waren dabei, nämlich der KFV, 1. FC Pforzheim, Hanau 93 und Germania.
Die Entwicklung des Fußballs verlief während der 1890er Jahre in ganz Süddeutschland sehr langsam. Außer in der damaligen Hochburg Karlsruhe existierten nur wenige Vereine, es gab keine lokalen Meisterschaften und daher wurden zunächst nur Freundschaftsspiele ausgetragen. In der Saison 1898/99 organisierte der VSFV die erste süddeutsche Meisterschaft. Erster Meister wurde der Freiburger FC, der im Finale am 8. Januar 1899 in Karlsruhe den 1. FC Pforzheim mit 6:1 schlug.
An den ersten Meisterschaften, die im K.-o.-System ausgetragen wurden, beteiligten sich nur wenige Mannschaften, ein Ligensystem im heutigen Sinne hatte sich seinerzeit in Süddeutschland noch nicht etabliert. Erst ab der Saison 1903/04 organisierte der Verband Süddeutscher Fußball-Vereine einen Punktspielbetrieb in seinem Verbandsgebiet, das hierfür in Kreise eingeteilt wurde. Der Nordkreis umfasste den Westmaingau mit einer Staffel (Frankfurt/Wiesbaden und Umgebung), Staffel Ostmaingau (Hanau, Offenbach, Darmstadt, Aschaffenburg und Umgebung) und der Staffel Pfalzgau (Mannheim, Heidelberg und Umgebung). Der Südkreis wurde unterteilt in die Staffeln Mittelbaden (Karlsruhe und Umgebung), Oberrhein (Freiburg, Straßburg, Mülhausen und Umgebung) und Schwaben (Stuttgart und weitere Umgebung). Gespielt wurde, je nach vorhandener Anzahl von Vereinen und Mannschaften, in zwei oder drei Klassen. In Bayern wurde erst in der darauffolgenden Saison 1904/05 ein Gau gebildet, der anfangs ebenfalls zum Südkreis gehörte. 1905 traten die Vereine des Verbands Pfälzer Vereine für Bewegungsspiele dem VsFV bei.
Im ersten Jahrzehnt des 20. Jahrhunderts beschleunigte sich die Entwicklung des Fußballs im Süden Deutschlands. Innerhalb nur weniger Jahre war nicht nur der Rückstand zu den anderen Regionen und Verbänden aufgeholt worden, sondern der Verband Süddeutscher Fußball-Vereine war zum größten und damit auch mächtigsten Regionalverband im Deutschen Fußball-Bund angewachsen. Da der Machtanspruch der Größe des VSFV, personifiziert in seinem langjährigen Vorsitzenden Friedrich Wilhelm Nohe, in nichts nachstand, führte dies zu ernsthaften Konflikten mit dem DFB und den anderen Regionalverbänden. Nohe suchte bereits Ende der 1890er Jahre sowohl als Vorsitzender des VSFV als auch des Karlsruher Fußball-Bundes jeden möglichen Konflikt mit Andersdenkern und Personen, die an ihm und seiner diktatorischen Amtsführung und schablonenhafter Denkweise Kritik übten, was unter anderem zum Ausschluss von Walther Bensemann aus dem VSFV und dem Austritt mehrerer Clubs aus dem KFB beitrug. Nohe versuchte nach seiner Abwahl als DFB-Präsident nach nur einjähriger Amtszeit den VSFV aus dem DFB zu führen und diesen damit zu spalten. Nach zweijährigem Kampf verweigerte ihm 1907 die Mehrheit der auf dem Verbandstag des Verbandes Süddeutscher Fußball-Vereine anwesenden Delegierten die Gefolgschaft und stimmte gegen den Austritt aus dem DFB. Nohe musste daraufhin die Konsequenzen ziehen und trat zurück.
Das Verbandsgebiet des VSFV umfasste bis zum Ende des Ersten Weltkriegs das südliche Hessen, Elsaß-Lothringen, den rheinischen Regierungsbezirk Trier (einschl. des heutigen Saarlands), Baden, Württemberg, Hohenzollern und Bayern (einschließlich der Pfalz). Aufgrund der rasch wachsenden Anzahl von Mitgliedsvereinen und somit auch spielenden Mannschaften mussten die Kreise und Bezirke mehrfach neu eingeteilt werden, wodurch eine Reihe von Clubs über die Jahre in verschiedenen Staffeln spielen musste.
Auf dem Verbandstag im Juli 1914 benannte sich der VSFV in Süddeutscher Fußball-Verband um, 1927 erneut in Süddeutscher Fußball- und Leichtathletik-Verband. Im Zug der Gleichschaltung des Sports durch die Nationalsozialisten lösten sich die Regionalverbände des DFB auf, der süddeutsche Verband beschloss seine Selbstauflösung am 6. August 1933.

## Meister des Verbandes Süddeutscher Fußball-Vereine
|  | Verein              | Titel | Jahr                                           |
|  | ------------------- | ----- | ---------------------------------------------- |
|  | Karlsruher FV       | 8     | 1901, 1902, 1903, 1904, 1905, 1910, 1911, 1912 |
|  | 1. FC Nürnberg      | 7     | 1916, 1918, 1920, 1921, 1924, 1927, 1929       |
|  | Stuttgarter Kickers | 3     | 1908, 1913, 1917                               |
|  | SpVgg Fürth         | 3     | 1914, 1923, 1931                               |
|  | Freiburger FC       | 2     | 1899, 1907                                     |
|  | FC Bayern München   | 2     | 1926, 1928                                     |
|  | Eintracht Frankfurt | 2     | 1930, 1932                                     |
|  | Straßburger FV      | 1     | 1900                                           |
|  | 1. FC Pforzheim     | 1     | 1906                                           |
|  | FC Phönix Karlsruhe | 1     | 1909                                           |
|  | FC Wacker München   | 1     | 1922                                           |
|  | VfR Mannheim        | 1     | 1925                                           |
|  | FSV Frankfurt       | 1     | 1933                                           |